# Sd. Ah. 35
Sd. Ah. 35 Teigknetanhänger (1achs) („przyczepa do zagniatania ciasta (jednoosiowa)”) – niemiecka przyczepa wojskowa z okresu międzywojennego i II wojny światowej. Przyczepa używana była w zmotoryzowanych kompaniach piekarniczych i przystosowana była do holowania przez samochody. Pojemność komory mieszającej wynosiła do 150 kilogramów, czas mieszania ciasta na chleb wynosił około 5-8 minut, w ciągu godziny w przyczepie można było przygotować pomiędzy 1100 a 1800 kilogramów ciasta. Do napędu urządzeń mieszających ciasto używany był generator prądu stałego o mocy 3,3 kW (220 V, 19 A).
Do pieczenia chleba używano zazwyczaj przyczepy piekarniczej Sd. Ah. 106.